# ニコラ・スピリグ
ニコラ・スピリグ・ハグ （1982年2月7日 - ）はスイスのプロトライアスロン選手。 2012年ロンドンオリンピック、2015年ヨーロッパ競技大会女子トライアスロン金メダリスト。

## 経歴
ロンドンオリンピック、リオデジャネイロオリンピックのスイス代表選手で、 ロンドンオリンピックでは金メダル、リオデジャネイロオリンピックでは銀メダルを獲得した。2010年のトライアスロン世界選手権チャンピオン。2001年ジュニア世界チャンピオンで、2009年と2010年は欧州チャンピオンとなっている。
スイス・ビューラハ生まれ。 2012年8月4日にロンドンオリンピックオリンピック女子トライアスロンでスウェーデンのリサ・ノルデンとの写真判定の末金メダルを獲得した 。
1998年から2010年の13年間に、72のITU管轄の競技のうち達成39の競技でトップ10に位置し、2010年には欧州選手権やトライアスロン世界選手権シリーズのマドリード大会を制し、ロンドン大会で銀メダルを獲得した。この年の世界選手権シリーズ総合ランキングは2位だった。
長距離走の大会にも出場し、2014年のクロスカントリースイス選手権とチューリッヒマラソンで2位となった。チューリッヒで行われた2014年の陸上ヨーロッパ選手権のマラソンに出場し2時間37分12秒のタイムで24位だった。

## プライベート
ウィンケル在住で、姉と兄もスポーツ選手で両親は体育教師である。元トライアスロン選手のレト・ハグと結婚し、2013年に生まれた息子がいる。